# Liste der Einträge im National Register of Historic Places im Cherokee County (Iowa)

Lage des Cherokee County in Iowa

Die Liste der Einträge im National Register of Historic Places im Cherokee County in Iowa führt die Bauwerke und historischen Stätten im Cherokee County auf, die in das National Register of Historic Places aufgenommen wurden.

## Legende
| NRHP | Historic Place             |
| HD   | Historic District          |
| NHL  | National Historic Landmark |

## Aktuelle Einträge
| [ 2 ] | Name                                    | Bild                                    | Eintragsdatum        | Lage | Ort      | Beschreibung |
| ----- | --------------------------------------- | --------------------------------------- | -------------------- | --- | -------- | --- |
| 1     | Bastian Site                            | Bastian Site                            | 1976 ID-Nr. 76000742 | Adresse nicht veröffentlicht | Cherokee | |
| 2     | Brewster Site                           |                                         | 1979 ID-Nr. 79000887 | Adresse nicht veröffentlicht | Cherokee | |
| 3     | Cherokee Commercial Historic District   | Cherokee Commercial Historic District   | 2005 ID-Nr. 05000903 | Teile der Main Street, der Maple Street und der Willow Street zwischen der 1st Street und der 6th Street 42° 45′ 5″ N, 95° 33′ 10″ W | Cherokee | 50 im viktorianischen und im neoklassizistischen Stil errichtete Geschäftsgebäude im Stadtzentrum                  |
| 4     | Cherokee Public Library                 | Cherokee Public Library                 | 1985 ID-Nr. 85000773 | 215 South 2nd Street 42° 44′ 55″ N, 95° 33′ 4″ W                                                                                     | Cherokee | 1905 errichtete öffentliche Bibliothek                                                                             |
| 5     | Cherokee Sewer Site                     |                                         | 1974 ID-Nr. 74000777 | Ufer des Little Sioux River 42° 43′ 22″ N, 95° 34′ 25″ W                                                                             | Cherokee | |
| 6     | Illinois Central Railroad Yard-Cherokee | Illinois Central Railroad Yard-Cherokee | 1990 ID-Nr. 90001308 | Abgegrenzt durch South 4th Street, 5th Street, West Maple Street und West Beech Street 42° 44′ 45″ N, 95° 33′ 21″ W                  | Cherokee | Aus acht Gebäuden bestehender, Ende des 19. Jahrhunderts errichteter Bahnhofskomplex der früheren Illinois Central |
| 7     | Lewis Hotel                             | Lewis Hotel                             | 1997 ID-Nr. 97000963 | 231 West Main Street 42° 44′ 58″ N, 95° 33′ 9″ W                                                                                     | Cherokee | 1899 errichtetes Hotel                                                                                             |
| 8     | Mill Creek Bridge                       | Mill Creek Bridge                       | 1998 ID-Nr. 98000811 | Brücke der Old IA 21 über den Mill Creek 42° 46′ 38″ N, 95° 31′ 47″ W                                                                | Cherokee | 1891 errichtete Fachwerkbrücke                                                                                     |
| 9     | Phipps Site                             |                                         | 1966 ID-Nr. 66000335 | Adresse nicht veröffentlicht | Cherokee | Archäologische Stätte aus vorkolumbischer Zeit; seit 2008 NHL                                                      |